# 35053 Rojyurij
35053 Rojyurij è un asteroide della fascia principale. Scoperto nel 1982, presenta un'orbita caratterizzata da un semiasse maggiore pari a 2,3805641 au e da un'eccentricità di 0,2017575, inclinata di 1,93440° rispetto all'eclittica.